# Katie Bowen
Kate Elizabeth Bowen (Auckland, Nueva Zelanda; 15 de abril de 1994), más conocida como Katie Bowen, es una futbolista neozelandesa. Juega como defensora en el Kansas City de la National Women's Soccer League de Estados Unidos. Es internacional con la selección de Nueva Zelanda.

## Trayectoria
Bowen asistió a la Universidad de Carolina del Norte de 2012 a 2015. Jugando para su equipo de fútbol universitario North Carolina Tar Heels, ganó el Campeonato Nacional en 2012.
En 2016, fue seleccionada por el FC Kansas City en el draft de la NWSL. Ese año, disputó 13 partidos y en 2017, 22 partidos y marcó 2 goles.
Al finalizar la temporada 2017, el Kansas City cesó sus operaciones, con lo cual Bowen se unió a la plantilla del Utah Royals FC el 8 de febrero de 2018. Jugó 19 partidos para su equipo en 2018; los Royals terminaron en quinto lugar y no se clasificaron a la fase de eliminatorias.
Bowen regresó a Utah para la temporada 2019, sin embargo se perdería varios partidos por su participación en la Copa Mundial de 2019.

## Selección nacional

### Categorías menores
En 2008, con 14 años de edad, Bowen se convirtió en la jugadora más joven en representar a su país a nivel internacional al jugar un partido en la selección sub-17 de Nueva Zelanda contra Australia. Más tarde ese mismo año, participó en la Copa Mundial Sub-17 de 2008, donde disputó solamente un partido como suplente en la victoria por 3-1 sobre Colombia. Volvió a representar a Nueva Zelanda en 2010, esta vez como capitana en la Copa Mundial Sub-17 de 2008.

### Selección mayor
Bowen hizo su debut internacional absoluto como suplente en la derrota 0-3 ante Australia el 12 de mayo de 2011.
Participó en dos de los tres partidos que Nueva Zelanda disputó en la Copa Mundial de 2011 y en los tres partidos en la Copa Mundial de 2015. Después de ser suplente en los Juegos Olímpicos de 2012, Bowen fue incluida en la lista de 18 jugadoras para los Juegos Olímpicos de 2016, donde apareció en los 3 partidos de Nueva Zelanda.
En 2019, Bowen participó en su tercer Mundial. Jugó todos los minutos de los tres partidos de la fase de grupos de Nueva Zelanda en la Copa del Mundo de Francia. Perdió los tres partidos y no avanzó a la ronda eliminatoria.

## Estadísticas

### Clubes
| Club             | País           | Año             |
| ---------------- | -------------- | --------------- |
| FC Kansas City   | Estados Unidos | 2016 - 2017     |
| Utah Royals      | Estados Unidos | 2018 - 2020     |
| Kansas City NWSL | Estados Unidos | 2020 - presente |

## Palmarés

### Títulos internacionales
| Título                        | Equipo        | Sede            | Año  |
| ----------------------------- | ------------- | --------------- | ---- |
| Campeonato Sub-17 de la OFC   | Nueva Zelanda | Nueva Zelanda   | 2010 |
| Campeonato Sub-20 de la OFC   | Nueva Zelanda | Nueva Zelanda   | 2012 |
| Campeonato Femenino de la OFC | Nueva Zelanda | Nueva Caledonia | 2018 |

(*) Incluyendo la Selección

### Distinciones individuales
| Distinción                   | Año  |
| ---------------------------- | ---- |
| Mejor Once de la OFC (IFFHS) | 2022 |